# Tirata
Tirata – figura retoryczna stosowana do wyrażenia gwałtownych zjawisk (np. błyski, grzmoty). Jest ozdobnikiem z szybkim przebiegiem, którego sąsiednie dźwięki są odległe o sekundę .
Istnieją cztery warianty tego ozdobnika:
- tirata mezzo tirata – obejmująca nie więcej niż kwartę
- tirata defectiva – obejmująca co najmniej kwintę
- tirata perfecta – obejmująca dokładnie oktawę
- tirata aucta – obejmująca więcej niż oktawę